# 원유철
원유철(元裕哲, 1962년 10월 25일~)은 대한민국의 정치인으로, 제15·16·18·19·20대 국회의원이다.

## 학력
- 태광중학교 졸업
- 수성고등학교 졸업
- 고려대학교 문과대학 철학 학사
- 고려대학교 정경대학 정치외교학 학사

## 경력

### 국회의원 이외의 경력
- 고려대학교 학생회 운영위원장
- 1987년: 제13대 대통령 선거 통일민주당 김영삼 대통령 후보 선거대책위원회 위원
- 통일민주당 청년간부
- 통일민주당 중앙청년위원회 송탄시 지부장
- 통일민주당 경기도 지부 안성군 정진환 지구당위원장 보좌관
- 송탄시 대학생연합회 회장
- 송탄시 청년향우회 회장
- 사단법인 대륙연구소 회원
- 사단법인 지방행정연구소 연구원
- 태광중학교·태광고등학교 총동문회 협동부회장
- LG화학 근무
- 1991년~1995년: 제3대 경기도의회 의원(경기 송탄시 제1선거구, 무소속, 초선)
- 1996년 4월 11일: 대한민국 제15대 국회의원 선거 당선(경기 평택시 갑, 무소속, 초선)
- 1997년: 제15대 대통령 선거 국민신당 이인제 대통령 후보 선거대책본부 모레시계 유세단장
- 새정치국민회의 당무위원
- 2000년 4월 13일: 대한민국 제16대 국회의원 선거 당선(경기 평택시 갑, 새천년민주당, 재선)
- 새천년민주당 제1정책조정부위원장
- 한나라당 제1정책조정위원장
- 반부패국회의원포럼 감사
- 스탠포드대 후버연구소 객원연구원
- 푸른경기21 실천협의회 공동대표
- 제10대 경기도 정무부지사
- 2008년 4월 9일: 대한민국 제18대 국회의원 선거 당선(경기 평택시 갑, 한나라당, 3선)
- 한나라당 경기도당 위원장
- 한국아동인구환경의원연맹 CPE 회장
- 2012년 4월 11일: 대한민국 제19대 국회의원 선거 당선(경기 평택시 갑, 새누리당, 4선)
- 2016년 4월 13일: 대한민국 제20대 국회의원 선거 당선(경기 평택시 갑, 새누리당, 5선)
- 새누리당 상임고문
- 자유한국당 상임고문
- 2017념 4월~2017년 5월: 제19대 대통령 선거 자유한국당 홍준표 대통령 후보 공동선대위원장
- 2018년 5월~2018년 6월: 제7회 전국동시지방선거 자유한국당 중앙선거대책위원회 고문
- 2018년 5월~2018년 6월: 제7회 전국동시지방선거 자유한국당 남경필 경기도지사 후보 공동선거대책위원장
- 자유한국당 북핵외교안보특별위원회 위원장
- 국회 바둑기우회 회장
- 한국기원 고문
- 국민의힘 경기도당 고문
- 국민의힘 황우여 비상대책위원장 특별보좌역
- 제13대 평택시민회 회장
- 법무법인 린 GR팀 고문
- 제21대 대통령 선거 국민의힘 김문수 대통령 후보 자문 및 보좌 기관 상임고문역

### 국회의원 경력
- 1996년 5월~2000년 5월: 제15대 국회의원(경기 평택시 갑, 무소속→신한국당→무소속→국민신당→새정치국민회의→새천년민주당, 초선)
  - 1996년 6월~1998년 5월: 제15대 국회 전반기 보훈특별위원회 위원
  - 1996년 6월~1998년 5월: 제15대 국회 전반기 행정자치위원회 간사
  - 1998년 6월~2000년 5월: 제15대 국회 후반기 예산결산특별위원회 위원
  - 1998년 6월~2000년 5월: 제15대 국회 후반기 농어민 및 도시영세민특별위원회 위원
  - 1999년 4월~1999년 7월: 제15대 국회 후반기 국회운영위원회 위원
- 평택항권 광역개발 추진특별위원회 간사
- 신한국당 부대변인
- 국민신당 제1사무부총장
- 새정치국민회의 원내부총무
- 국회 지방자치포럼21 회장
- 2000년 5월~2004년 5월: 제16대 국회의원(경기 평택시 갑, 새천년민주당→무소속→한나라당, 재선) 
  - 2000년 6월~2002년 5월: 제16대 국회 전반기 예산결산특별위원회 위원
  - 2000년 6월: 제16대 국회 전반기 이한동 국무총리 인사청문특별위원회 간사
  - 2002년 6월~2004년 5월: 제16대 국회 후반기 정치개혁특별위원회 간사
- 2008년 5월~2012년 5월: 제18대 국회의원(경기 평택시 갑, 한나라당→새누리당, 3선)
  - 2008년 6월~2010년 5월: 제18대 국회 전반기 행정안전위원회 위원
  - 2008년 10월~2010년 5월: 제18대 국회 독도영토수호대책특별위원회 위원장
  - 2010년 6월~2012년 5월: 제18대 국회 국방위원회 위원장
- 2012년 5월~2016년 5월: 제19대 국회의원(경기 평택시 갑, 새누리당, 4선)
  - 2012년 6월~2014년 5월: 제19대 국회 전반기 외교통일위원회 위원
  - 2013년 2월: 제19대 국회 전반기 정홍원 국무총리 후보자 인사청문특별위원회 위원장
  - 2014년 6월~2015년 7월: 제19대 국회 후반기 지방자치발전특별위원회 위원장
  - 2015년 7월~2016년 5월: 제19대 국회 후반기 국회운영위원회 위원장
  - 제19대 국회 한·호주친선협회 회장
- 새누리당 재외국민협력위원회 위원장
- 새누리당 북핵안보전략특별위원회 위원장
- 새누리당 정책위원회 의장
- 새누리당 원내대표
- 새누리당 대표최고위원 권한대행
- 2016년 5월~2020년 5월: 제20대 국회의원(경기 평택시 갑, 새누리당→자유한국당→미래통합당→무소속→미래한국당→미래통합당, 5선)
  - 2016년 6월~2018년 5월: 제20대 국회 전반기 외교통일위원회 위원
  - 2016년 6월~2018년 5월: 제20대 국회 전반기 정보위원회 위원
  - 2018년 6월~2020년 5월: 제20대 국회 후반기 외교통일위원회 위원
- 한국아동인구환경의원연맹(CPE) 회장
- 한·중 의원 외교포럼 회장
- 미래한국당 원내대표
- 미래한국당 당대표

## 이야깃거리

### 대한민국 핵무장 주장
2016년 2월 15일 임시국회 연설에서 '평화의 핵'이라는 표현을 쓰며 북핵에 맞서기 위한 독자 핵무장을 주장하고 나섰다. 사실 원유철은 이전부터[7] 정몽준 전 의원 못지않게 여당 내에서 독자 핵무장을 주장했던 대표적 인물이지만 당시 발언은 여당 원내대표 자격으로, 국회 연설을 통한 공개적인 주장이라는 점에서 더욱 부각이 되었다.
8월 4일에 국회 내에서 북핵 관련 세미나를 주최하여 핵무장론을 다시 제기했다. 이번에는 새누리당 내에 '북핵 해결을 위한 포럼'를 결성, 총 18명의 여당 의원들을 합류시켰다. 여기서 "독자 핵무장을 추진하고, 국제사회에는 '북한이 핵을 포기할 때까지만 유지하다가 추후에 폐기한다'는 전제로 양해를 구하자"는 '조건부 핵무장론'을 주장했다.
2017년 자유한국당 대통령 후보 경선 토론회에서 자신을 한 단어로 설명하라는 질문에 '나는 [핵유철]다'라고 적어 '핵무새'라는 별명을 얻기도 했다.

### 국회 기우회 회장
국회내에서 바둑 기우회의 회장직을 맡고 있으며 아마 5단의 기력이라고 한다. 이인제 전 의원과 함께 국회내에서 최강자로 불리고 있다고 한다. 바둑으로 일본, 중국의 의원들과 교류회를 가지기도 하였고 국내의 각종 바둑 대회에도 얼굴을 자주 비치는 편이다. 그리고 20대 국회에는 새누리당 비례대표로 조훈현 九단이 입성하여 국회 기우회 고문으로 활동하고 있다. 조훈현의 원내입성에는 원유철의 공이 크다고 알려져 있다.
2018년 8월 8일 한국, 중국, 일본의 의원들이 참여한 '제1회 한,중,일 의원 바둑 교류'를 대한민국 국회 기우회장 자격으로 국회 사랑재에서 개최했다.

### 한국아동인구환경의원연맹(CPE)회장
20대 국회 회기부터 한국 아동인구환경의원연맹CPE(children, population and enviroment) 회장을 맡고 있다. 유니세프의 활동을 국회차원에서 지원하는 '유니세프의 국회친구들'이라는 활동도 겸임하고 있는 상태다. 이전 CPE회장들로는 황우여, 한명숙, 이주영, 원혜영 의원들이 있다.

### 원균과의 관계
원 의원은 조선 중기의 무인인 원균의 후손으로 알려져있으나, 원균 장군은 외아들 원사웅과 함께 임진왜란에서 전사하면서 절손하였기에 실질적인 혈족은 아니다.
"원균 장군은 전공을 세우고도 전혀 기록을 남기지 않아 그의 공과에 대한 평가가 극명하게 엇갈리고 있습니다"라는 발언으로 원균에 대해 비판적인 여론에 아쉬움을 나타내기도 했다. 또한 이순신 장군은 난중일기를 남겨 영웅이 됐지만 원균은 전공을 세우고도 전혀 기록을 세우지 않아 평가가 엇갈린다고 주장하였다. 실제로 원 의원의 지역구인 평택시 갑에 속해 있는 1호선 서정리역의 홍보물에는 '원균장군묘'가 소개돼 있어 조상 미화 논란이 있다.

## 논란

### 세비반납 공약 파기 논란
지난 2016년 4월13일 치러진 국회의원 선거에 출마한 현 원유철 의원등 당시 새누리당 소속 후보자 40명은 국민을 상대로 조건부 세비 반납 약속을 했다. 이들은 갑을개혁, 일자리규제개혁, 청년독립, 4050자유학기제, 마더센터 등 대한민국을 위한 5대 개혁과제를 2017년 5월 31일까지 이행하지 못하면 1년치 세비를 국가에 기부 형태로 반납하겠다고 공언하였으며 .계약서를 작성하고“우리는 ‘대한민국과의 계약’에 서약합니다”라며 “서명일로부터 1년 후인 2017년 5월31일에도 5대 개혁과제가 이행되지 않을 경우, 새누리당 국회의원으로서 1년치 세비를 국가에 기부 형태로 반납할 것임을 엄숙히 서약합니다”라고 썼다. 거기다가 신문에 전면광고를 내고 이 광고를 1년간 보관해달라고 하였다. 이 약속에 이름을 올린 당시 후보는 40명이다. 이들 중 당선자는 27명(강석호, 강효상, 김광림, 김명연, 김무성, 김성태, 김순례, 김정재, 김종석, 박명재, 백승주, 오신환, 원유철, 유의동, 이만희, 이완영, 이우현, 이종명, 이철우, 장석춘, 정유섭, 조훈현, 정준길, 지상욱, 최경환, 최교일, 홍철호)에 달한다.
그러나 국정농단 사태가 벌어지면서 5대과제의 이행은 하나도 되지 않았다. 공약 후 1년이 다되어 세비반납 공약이 논란이 되자 자유한국당 의원들은 이날 보도자료를 통해 "20대 총선에서 당선된 자유한국당 의원은 지난 1년간 5대 개혁과제 법안을 발의함으로써 계약 내용을 이행했다”고 말하였다.
그런데 이중 노동개혁을 위한 고용정책기본법 개정안은 마감 시한인 31일 전날 오전 발의됐되었으며 이들이 앞서 발의한 5개 법안은 이행이 된것이 하나도 없이 모두 해당 상임위에 계류 중인 상태다. 이를 두고 '법안 통과가 되지 않았는데 개혁 과제를 이행했다고 볼 수 있는가', 또 '세비 반납을 피하기 위해 졸속 발의한 것 아닌가' 등의 비판이 일고 있으며 약속했던 세비 반납의 조건이 '과제 이행' 여부였다는 점에서 법안 발의만으로는 약속을 이행했다고 할 수 있는지에 대해서는 논란이 되고 있다.

### 불법 정치자금 수수 의혹
검찰은 원유철 의원이 자신의 지역구에 기반을 둔 사업가 여러 명으로부터 억대 불법 정치자금을 받은 것으로 보고 원유철 의원의 사무실과 회계책임자 집을 압수수색하여 논란이 되고 있다. 앞서 검찰은 지난 9월 평택에 있는 G사 대표 한모(47)씨가 주택 사업 관련 인허가 과정에서 원유철 의원의 전 보좌관인 권 모(55)씨에게 수천만 원을 준 정황을 포착해 수사해왔으며 압수수색으로 확보한 자료와 자금 출처 및 성격, 관계자 진술 등에 대한 분석을 마치는 대로 원유철 의원을 소환 조사하였다. 
2018년 1월 18일, 특정범죄가중처벌 등에 관한 법률상 뇌물과 정치자금법 위반 등 13가지 혐의로 불구속 기소되었다.
2020년 1월 14일, 서울남부지법에서 열린 1심에서 타인 명의 기부 정치사금 수수로 인한 정치자금법 위반 혐의에 대해 벌금 90만원, 특정경제범죄 가중처벌법 위반(알선수재) 혐의와 정치자금 부정지출로 인한 정치자금법 위반 혐의에 대해 징역 10개월을 각각 선고받고 2500만원의 추징금을 명령받았다. 또한 뇌물 혐의에 대해서는 무죄, 공직선거법 위반 혐의에 대해서는 면소판결을 받았다.
2021년 7월 21일, 대법원은 징역 1년 6개월을 선고하고 추징금 5천만원을 명령한 원심 판결을 확정하였다.

## 가족
- 배우자: 서세레나
- 자녀: 2남 1녀(그 중 장남 원국재)

## 역대 선거 결과
|  | 39.70% |

|  | 40.16% |

|  | 32.73% |

|  | 40.74% |

|  | 50.76% |

|  | 60.25% |

|  | 55.48% |

## 소속 정당
| 소속 정당 | 소속 정당      | 소속 기간 | 비고           |
| --------- | -------------- | --------- | -------------- |
|           | 통일민주당     | 1987~1990 | 창당 정계 입문 |
|           | 민주자유당     | 1990~1991 | 합당           |
|           | 무소속         | 1991~1995 | 탈당           |
|           | 민주자유당     | 1995      | 복당           |
|           | 신한국당       | 1995~1996 | 당명 변경      |
|           | 무소속         | 1996      | 탈당           |
|           | 신한국당       | 1996~1997 | 복당           |
|           | 무소속         | 1997      | 탈당           |
|           | 국민신당       | 1997~1998 | 창당           |
|           | 새정치국민회의 | 1998~2000 | 합당           |
|           | 새천년민주당   | 2000~2002 | 합당           |
|           | 무소속         | 2002      | 탈당           |
|           | 한나라당       | 2002~2012 | 복당           |
|           | 새누리당       | 2012~2017 | 당명 변경      |
|           | 자유한국당     | 2017~2020 | 당명 변경      |
|           | 미래통합당     | 2020      | 합당           |
|           | 무소속         | 2020      | 탈당           |
|           | 미래한국당     | 2020      | 입당           |
|           | 미래통합당     | 2020      | 합당           |
|           | 국민의힘       | 2020~현재 | 당명 변경      |

## 같이 보기
- 평택시 갑
- 평택시의 국회의원
- 경기도 부지사